# Ctenoplusia confusa
Ctenoplusia confusa är en fjärilsart som beskrevs av Moore 1882. Ctenoplusia confusa ingår i släktet Ctenoplusia och familjen nattflyn. Inga underarter finns listade i Catalogue of Life.